# ルイス・ネリ
- ルイス・ネリー

ルイス・ネリ（Luis Nery、1994年12月12日 - ）は、メキシコのプロボクサー。バハ・カリフォルニア州ティフアナ出身。元WBC世界バンタム級王者。元WBC世界スーパーバンタム級王者。世界2階級制覇王者。
日本では2017年8月の山中慎介戦以降は「ルイス・ネリ」と表記されている。

## 来歴

### バンタム級
14歳の時からボクシングを始め、17歳でアマチュアのリングに上がり、9戦9勝5KOという成績を挙げてプロへ転向した。
2012年5月5日、地元ティフアナでホセ・グアダルーペ・サルガド（メキシコ）とデビュー戦を行い、1回TKO勝ちしてデビューを飾った。その後17連勝と勝ち進んだ。
2016年4月16日、メキシコシティのヒムナシオ・オリンピコ・フアン・デ・ラ・バレラにてマルティン・カシージャス（メキシコ）とプロ18戦目にしてタイトル初挑戦となるWBCコンチネンタル（アメリカ大陸）バンタム級王座決定戦を行い、10回3-0(100-99、99-89、98-90）の判定勝ちを収め王座を獲得した。
2016年年7月30日、ティフアナで元WBA世界スーパーフライ級暫定王者のデビッド・サンチェス（メキシコ）と対戦し、4回終了後でレフェリーストップによるTKO勝ちを収めて初防衛に成功した。
2016年10月22日、ティフアナのアウディトリオ・ムニシパルでリッチー・メプラナムとバンタム級10回戦を行い、2回41秒KO勝ちを収めた。
2016年12月17日、トゥストラ・グティエレスでレイモンド・タブゴン（フィリピン）とWBCバンタム級シルバー王座決定戦を行い、4回でTKO勝ちを収め王座を獲得した。
2017年1月2日、ボクシング・シーン・ドットコムから2016年度の年間最高の若手有望選手賞であるプロスペクト・オブ・ザ・イヤー に選出された。
2017年3月11日、メキシコシティのアレナ・シウダ・デ・メヒコにて、WBC世界バンタム級挑戦者決定戦でヘスス・マルティネス（コロンビア）と対戦し、4回終了後にマルティネスが棄権した為ネリのTKO勝ちとなり、山中慎介への挑戦権を獲得した。
2017年8月15日、京都市の島津アリーナ京都にて、WBC世界バンタム級王者山中慎介（帝拳）と対戦し、序盤から速い動きと的確なパンチを当ててペースを掴み、4回2分過ぎに山中をロープに追い詰めて連打を浴びせた時に、山中陣営から棄権のタオルが投げ入れられて2分29秒TKO勝ちで世界王座を獲得した。
2017年8月23日、WBCは、山中戦に先立って帝拳ジムが任意にVADA（ボランティア・アンチ・ドーピング協会）を使って行っていたドーピング検査で、ネリの検体からクレンブテロールに非常に酷似した禁止薬物のジルパテロールに対する陽性反応が出たことを公式サイト上で発表した。マウリシオ・スライマンWBC会長はB検体の分析を通告し、メキシコではジルパテロールを家畜を太らせるために使用するため「メキシコでは多くの（摂取の）ケースがある。ネリがその肉を食べたこともありうる」と語った。
2017年9月26日、『リングマガジン』はネリのB検体からもジルパテロールに対する陽性反応が出たと（後のWBCの最終報告ではB検体は検査自体が行われなかったと報告される）報道し、ネリからリングマガジン認定王座を剥奪して山中が同王座に復帰したことを発表した。
2017年10月4日、WBCはバクーで行われた年次総会内でWBC世界バンタム級王者のルイス・ネリに対するドーピング問題の処分を下すとしていたが、年次総会内では処分を下せず調査を継続することを決定し、山中はWBC世界バンタム級1位であると発表した。尚、JBCにはWBCから「より慎重に対処する必要があるためネリに対する処分について発表しない」旨が伝えられた。
2017年10月31日、WBCは「故意にジルパテロールを摂取したという確証が得られず、汚染された食品により摂取した可能性がある」としてネリに対する処分はせず、山中とネリに対し再戦するよう指令を出した。併せて、最終報告として、WBCが進行するクリーン・ボクシング・プログラム（CBP）で、ネリに対するドーピング検査がVADA（ボランティア・アンチ・ドーピング協会）により2017年7月27日に行われ、同年8月22日にA検体からジルパテロールに対する陽性反応が出たとVADAから通知を受けたこと、ネリが検査を要求しなかった為にB検体は検査されなかったこと、ネリはこれまでCBPで4回受けたドーピング検査が全て陰性反応で、ジルパテロール検出後に日本で受けた3回のドーピング検査も全て陰性反応だったことなどが説明された。
2017年11月4日、ティフアナのエスタディオ・ガスマートでアーサー・ビラヌエバ（フィリピン）とノンタイトル10回戦を行い、4回にダウンを喫するも、6回1分19秒TKO勝ちを収めた。
2018年3月1日、両国国技館で行われた「ワールドプレミアムボクシング27」で元WBC世界バンタム級王者でWBC世界バンタム級1位の山中慎介と再戦し、初防衛を目指す予定だったが、ネリが前日計量でバンタム級の規定体重である118ポンドを5ポンド超過の123ポンドを計測し、再計量でも3ポンド（約1.36キロ）超過の121ポンドを計測したため試合前に王座を剥奪された。試合当日の正午に58キロのリミットで当日計量が課せられ、ネリは57.5キロで下回った為試合は成立した。試合はネリが勝つか引き分けで王座は空位となり、山中が勝てば王座獲得となる条件で行われ、ネリが2回1分3秒TKO勝ちを収めたため王座は空位となった。
2018年3月2日、WBCはネリのファイトマネーの凍結を決定、帝拳ジムに対しまだ支払い終えていないファイトマネーの7割の支払いを待つよう連絡した。さらにネリの体重オーバーを看過出来ないとして無期限資格停止処分を科すとの声明を発表した。
2018年3月7日、WBCはネリに対する事情聴取を行うため、ネリにWBC本部への出頭を命じた。9日にはJBCがネリを招聘禁止とし、倫理委員会において通常は体重超過のあった外国人ボクサーに対する招聘禁止の期間は1年間であるが、世界王座を懸けた一戦の前日計量で規定体重を5ポンド超過し再計量でも規定体重を3ポンド超過し王座剥奪となったことは階級制を前提としたプロ競技スポーツであるボクシングに対する社会的信用を著しく毀損する行為であるとして、ネリに対し日本での事実上の永久追放処分である無期限の活動停止処分を科すことを決定した。
2018年6月9日、ネリは地元ティフアナでバンタム級で復帰戦を計画するが、WBCから警告を受けると復帰戦を取りやめた。
2018年6月18日、WBCはネリに対する無期限資格停止処分を取り消し、6カ月間の資格停止処分に変更することを発表、試合日から起算して6カ月の処分となるため処分期間は9月1日までになった。
2018年10月8日、メキシコのティフアナでジェイソン・カノイとWBCバンタム級シルバー王座決定戦で対戦し、3回TKO勝ちを収め王座獲得に成功した。
2019年3月16日、テキサス州アーリントンのAT&Tスタジアムでマックジョー・アローヨと対戦し、4度のダウンを奪うなど終始圧倒し、5回開始TKO勝ちを収めた。
2019年7月20日、ラスベガスのMGMグランド・ガーデン・アリーナで元WBA世界バンタム級スーパー王者のファン・カルロス・パヤノと対戦。前日計量でネリがバンタム級の規定体重である118ポンドを0.5ポンド超過の118.5ポンドを計測したが、1時間後の再計量で118ポンドを計量をパスした為、試合は通常に行われ、ネリが9回1分43秒KO勝ちを収めた為、初防衛に成功した。この試合でネリは15万ドル（約1600万円）、パヤノは2万5千ドル（約270万円）のファイトマネーを稼いだ。
2019年11月23日にエマヌエル・ロドリゲスとWBC世界バンタム級挑戦者決定戦を行う予定だったが、前日計量でネリは規定体重の118ポンドを1ポンド超える119ポンドを計測。ネリは1時間後の再計量に向けた減量を拒否し、ロドリゲスに違約金を払って試合を行おうと交渉するもロドリゲス陣営に拒否され、試合中止となった。

### スーパーバンタム級
2020年2月1日、WBAは1月度のランキングを発表し、エマヌエル・ロドリゲスと対戦予定だった試合で体重超過を犯し翌月のランキングから除外していたネリを、1階級上のスーパーバンタム級2位にランクインさせた。
2020年2月9日、ネリがWBCのランキングから除外されたままの中で、WBC世界スーパーバンタム級挑戦者決定戦でWBC同級12位のアーロン・アラメダと同年3月28日に対戦することが発表された。新型コロナウイルスの影響で3月28日に決定していた試合が延期になった。ネリはロドリゲス戦での体重超過の翌月以降、WBCのランキングから除外されていたが、2020年7月のWBCランキングでWBCスーパーバンタム級1位にランクインした。延期されていた間、WBC世界スーパーバンタム級王者のレイ・バルガスが長期離脱で休養王者となったために、挑戦者決定戦から同級王座決定戦に変更され試合日は9月26日に決定した。
2020年9月26日、延期されていたWBC世界スーパーバンタム級王座決定戦がコネチカット州のモヒガン・サン・カジノで行われ、同級6位のアーロン・アラメダと対戦し、12回判定勝ちを収め王座を獲得した。
2021年5月15日、カリフォルニア州カーソンの ディグニティ・ヘルス・スポーツ・パーク・テニスコートでWBA世界スーパーバンタム級レギュラー王者ブランドン・フィゲロアと王座統一戦を行い、7回2分18秒KO負けとなりプロ初黒星を喫しWBA王座獲得とWBC王座は初防衛に失敗、王座から陥落した。この試合でネリは25万ドル（約2730万円）、フィゲロアは65万ドル（約7100万円）のファイトマネーを稼いだ。
2022年2月5日、ラスベガスのミケロブ・ウルトラ・アリーナでWBOスーパーバンタム級2位のカルロス・カストロと対戦し、10回判定勝ち。
2023年2月18日、カリフォルニア州ポモナのフォックス・シアター・ポモナでWBCスーパーバンタム級3位のアザト・ホバニシャンとWBC世界スーパーバンタム級挑戦者決定戦を行い、11回1分51秒TKO勝ちを収めスティーブン・フルトンへの挑戦権を獲得した。この試合でネリは8万ドル（約1000万円）、ホバニシャンは12万5千ドル（約1600万円）のファイトマネーを稼いだ。

#### vs 井上尚弥
2024年1月8日、4団体スーパーバンタム級王者井上尚弥との対戦が、同年5月に東京で行われる見込みとの初めての報道がなされた。
2024年1月9日、前年のJBCの規定改定で、処分開始日から無期限は3年、取り消しは5年が経過すれば再申請が可能となったことで、安河内剛本部事務局長から、ネリの場合は無期限のため3年が経過していれば再申請が可能で、ネリ本人かプロモーターらから日本での活動許可の申し出があれば、資格審査委員会で協議されることが説明された。
2024年2月26日、JBCがネリに科していた無期限の活動停止処分を解除し、ライセンス申請資格の回復を認めることを発表した。
2024年3月6日、都内で2024年5月6日に東京ドームで行われる井上尚弥の試合に関する記者会見に出席し、会見の場で日本での活動停止処分について謝罪した。
2024年5月6日、東京ドームで世界スーパーバンタム級4団体統一王者の井上尚弥に挑戦。初回で井上にプロ初のダウンを奪うも、続く2回・5回・6回に井上にダウンを奪われ、6回1分22秒TKO負けを喫し王座獲得に失敗した。
2025年2月22日、メキシコ・ティフアナのアウディトリオ・ムニシパルで亀田京之介と124ポンド契約10回戦を行い、7回に連打と左ボディーで計2度目のダウンを奪い、7回2分25秒TKO勝ちを収めた。

## 戦績
- プロボクシング：38戦 36勝 (28KO) 2敗

| 戦           | 日付           | 勝敗 | 時間     | 内容    | 対戦相手                     | 国籍           | 備考                                                               |
| ------------ | -------------- | ---- | -------- | ------- | ---------------------------- | -------------- | ------------------------------------------------------------------ |
| 1            | 2012年5月5日   | ☆    | 1R 1:04  | TKO     | ホセ・グアダルーペ・サルガド | メキシコ       | プロデビュー戦                                                     |
| 2            | 2012年6月7日   | ☆    | 4R       | 判定3-0 | ハビエル・ミランダ           | メキシコ       |                                                                    |
| 3            | 2012年9月20日  | ☆    | 4R       | 判定3-0 | カルロス・カスタニェダ       | メキシコ       |                                                                    |
| 4            | 2012年11月28日 | ☆    | 4R       | 判定3-0 | ジョアン・サンドバル         | メキシコ       |                                                                    |
| 5            | 2013年2月16日  | ☆    | 1R 2:18  | TKO     | レオナルド・レイエス         | メキシコ       |                                                                    |
| 6            | 2013年4月10日  | ☆    | 2R 2:09  | TKO     | マリノ・カネテ               | メキシコ       |                                                                    |
| 7            | 2013年6月14日  | ☆    | 2R 1:31  | TKO     | ラファエル・アルバラド       | メキシコ       |                                                                    |
| 8            | 2013年8月23日  | ☆    | 5R 1:04  | TKO     | サウル・エルナンデス         | メキシコ       |                                                                    |
| 9            | 2013年10月26日 | ☆    | 8R       | 判定3-0 | オズワルド・カストロ         | メキシコ       |                                                                    |
| 10           | 2013年12月13日 | ☆    | 1R 1:56  | TKO     | アダン・オスナ               | メキシコ       |                                                                    |
| 11           | 2014年2月15日  | ☆    | 4R       | KO      | ハビエル・シフエンテス       | メキシコ       |                                                                    |
| 12           | 2014年4月11日  | ☆    | 3R 2:28  | KO      | アントニオ・ロドリゲス       | メキシコ       |                                                                    |
| 13           | 2014年6月27日  | ☆    | 5R 0:10  | TKO     | ホセ・エストレラ             | メキシコ       |                                                                    |
| 14           | 2014年8月30日  | ☆    | 8R       | 判定2-1 | ビクトル・メンデス           | メキシコ       |                                                                    |
| 15           | 2014年12月6日  | ☆    | 8R 2:17  | TKO     | カルロス・フォンテス         | メキシコ       |                                                                    |
| 16           | 2015年2月28日  | ☆    | 4R 終了  | TKO     | ジェザー・オリバ             | フィリピン     |                                                                    |
| 17           | 2015年9月26日  | ☆    | 2R 2:57  | TKO     | ジョン・マーク・アポリナリオ | フィリピン     |                                                                    |
| 18           | 2016年1月30日  | ☆    | 5R 0:17  | TKO     | ウンベルト・モラレス         | メキシコ       |                                                                    |
| 19           | 2016年4月16日  | ☆    | 10R      | 判定3-0 | マルティン・カシージャス     | メキシコ       | WBC米大陸バンタム級王座決定戦                                      |
| 20           | 2016年7月30日  | ☆    | 4R 終了  | TKO     | デビッド・サンチェス         | メキシコ       |                                                                    |
| 21           | 2016年10月22日 | ☆    | 2R 0:41  | TKO     | リッチー・メプラナム         | フィリピン     |                                                                    |
| 22           | 2016年12月17日 | ☆    | 4R 2:42  | TKO     | レイモンド・タブゴン         | フィリピン     | WBC世界バンタム級シルバー王座決定戦                                |
| 23           | 2017年3月11日  | ☆    | 4R 終了  | TKO     | ヘスス・マルティネス         | コロンビア     |                                                                    |
| 24           | 2017年8月15日  | ☆    | 4R 2:29  | TKO     | 山中慎介（帝拳）             | 日本           | WBC世界バンタム級タイトルマッチ WBC・リングマガジン王座獲得        |
| 25           | 2017年11月4日  | ☆    | 6R 1:19  | TKO     | アーサー・ビラヌエバ         | フィリピン     |                                                                    |
| 26           | 2018年3月1日   | ☆    | 2R 1:03  | TKO     | 山中慎介（帝拳）             | 日本           | 体重超過により王座剥奪                                             |
| 27           | 2018年10月6日  | ☆    | 3R 2:44  | KO      | ジェイソン・カノイ           | フィリピン     | WBC世界バンタム級シルバー王座決定戦                                |
| 28           | 2018年12月1日  | ☆    | 7R 1:16  | TKO     | レンソン・ロブレス           | メキシコ       |                                                                    |
| 29           | 2019年3月16日  | ☆    | 4R 終了  | TKO     | マックジョー・アローヨ       | プエルトリコ   |                                                                    |
| 30           | 2019年7月20日  | ☆    | 9R 1:43  | KO      | ファン・カルロス・パヤノ     | ドミニカ共和国 | WBCシルバー防衛1                                                   |
| 31           | 2020年9月26日  | ☆    | 12R      | 判定3-0 | アーロン・アラメダ           | メキシコ       | WBC世界スーパーバンタム級王座決定戦                                |
| 32           | 2021年5月15日  | ★    | 7R 2:18  | KO      | ブランドン・フィゲロア       | アメリカ合衆国 | WBA・WBC世界スーパーバンタム級王座統一戦 WBC陥落                   |
| 33           | 2022年2月5日   | ☆    | 10R      | 判定2-1 | カルロス・カストロ           | アメリカ合衆国 | WBCシルバー・WBOインターコンチネンタルスーパーバンタム級王座決定戦 |
| 34           | 2022年10月1日  | ☆    | 3R 2:09  | KO      | デビッド・カルモナ           | メキシコ       |                                                                    |
| 35           | 2023年2月18日  | ☆    | 11R 1:51 | TKO     | アザト・ホバニシャン         | アルメニア     | WBC世界スーパーバンタム級挑戦者決定戦                              |
| 36           | 2023年7月8日   | ☆    | 2R 1:46  | TKO     | フローイラン・サルダール     | フィリピン     |                                                                    |
| 37           | 2024年5月6日   | ★    | 6R 1:22  | TKO     | 井上尚弥（大橋）             | 日本           | WBA・WBC・IBF・WBO世界スーパーバンタム級タイトルマッチ             |
| 38           | 2025年2月22日  | ☆    | 7R 2:25  | TKO     | 亀田京之介（TMK）            | 日本           |                                                                    |
| テンプレート |                |      |          |         |                              |                |                                                                    |

## 獲得タイトル
- WBCアメリカ大陸バンタム級王座
- WBC世界バンタム級シルバー王座
- WBC世界バンタム級王座（防衛0=剥奪）
- WBC世界スーパーバンタム級王座（防衛0）
- WBC世界スーパーバンタム級シルバー王座
- WBOインターコンチネンタルスーパーバンタム級王座
- リングマガジン世界バンタム級王座